# Justice Smith
Justice Elio Smith, född 9 augusti 1995 i  Los Angeles, är en amerikansk skådespelare.
Smith har bland annat medverkat i TV-serien Generation från 2021. Han har även medverkat i filmerna Jurassic World: Fallen Kingdom från 2018, Pokémon: Detective Pikachu från 2019, Jurassic World Dominion från 2022 och Dungeons & Dragons: Honor Among Thieves från 2023.

## Filmografi (urval)
- 2015 – Paper Towns
- 2018 – Jurassic World: Fallen Kingdom
- 2019 – Pokémon: Detective Pikachu
- 2021 – Generation (TV-serie)
- 2022 – Jurassic World Dominion
- 2023 – Dungeons & Dragons: Honor Among Thieves
- 2024 – The American Society of Magical Negroes
- 2024 – I Saw the TV Glow
- 2025 – Now You See Me: Now You Don't